# Norton DNS
Norton DNS (também chamado de Norton ConnectSafe) era um serviço público e gratuito de DNS oferecido pela Symantec Corporation que afirmava oferecer uma experiência de navegação mais rápida e confiável com recursos básicos de segurança integrados.

## História
O serviço foi aberto ao público em Junho de 2010. A Symantec esperava mantê-lo sem custos para os interessados. O serviço foi encerrado em 15 de novembro de 2018.

## Functionalidade
Usuários podem ativar o Norton DNS ao configurar seus servidores DNS de acesso para utilizar os da Norton. Um software para Windows e Mac OS X também está disponível, e o mesmo pode configurar de maneira automática estes dados. Um programa similar está disponível para aparelhos móveis que usam o Android através do Android Market.
Requisições de DNS roteadas pelo Norton DNS são verificadas com o banco de dados do Norton Safe Web para que fique assegurado que não apontem para sites maliciosos. A Symantec, dessa forma, reforça o bloqueio de malwares e tentativas de phishing. O Norton DNS também intercepta nomes de domínio digitados incorretamente e oferece sugestões ou mostra um anúncio no lugar.  Este redirecionamento é um obstáculo para alguns aplicativos não-internéticos que precisam obter uma resposta "NXDOMAIN" para domínios inexistentes.

## Endereços IPv4
Segundo o site da Symantec, o seu serviço de DNS para usuários domésticos fornece as seguintes opções dependendo do nível de filtragem que o usuário desejar que os servidores de DNS forneçam a ele.
Segurança
- 199.85.126.10
- 199.85.127.10

Segurança e Pornografia
- 199.85.126.20
- 199.85.127.20

Segurança, Pornografia e "Hostis à Família"
- 199.85.126.30
- 199.85.127.30

De acordo com a Symantec, sites "Hostis à Família" ("Non-Family Friendly") incluem conteúdo adulto, aborto, álcool, crime, culto, drogas, jogatina, ódio, orientação sexual, suicídio, tabaco ou violência.